# Jmol
Jmol je program otvorenog koda, napisan u Javi, za prikazivanje hemijskih struktura u 3D, za čiji rad nisu neophodni dodaci za 3D ubrzavanje. Jmol prikazuje 3D reprezentaciju molekula koja se može koristi u nastavi i u istraživanjima, npr. u oblastima hemije i biohemije. Ovaj besplatni softver otvorenog koda napisan u Javi se može koristiti na Windows-u, Mac OS X, Linuksu i Juniks. Dostupna je i samostalna aplikacija, kao i komplet alata za razvoj, koji se mogu integrisati u druge Java programe, kao što su Bioclipse i Taverna.
Popularno svojstvo je applet koji može da bude integrisan u veb stranice radi prikazivanja molekula na razne načine. Na primer, molekuli se mogu prikazati kao modeli „lopti i štapova“, „prostorno popunjavajući“ modeli, „trakasti“ modeli, etc. Jmol podržava širok opseg molekularnih formata fajlova, uklučujući  (pdb), kristalografski informacioni fajl (cif), MDL molfajl (mol), i  (CML).
Jmol aplet, pored drugih mogućnosti, se može koristiti kao alternativu Čajm pluginu, čiji je razvoj zaustavljen. Mada mnoga svojatava Jmola nisu dostupna u Chime paketu, on nije zamišljen kao sveukupna zamena Chime funkcionalnosti (pre svega, skulpturnog moda). Da bis koristio Chime neophodno je da se instalira plug-in i da se koristi Internet eksploreru 6.0 ili Fajerfoksu 2.0 na Microsoft Windowsu, ili Netskejp komunikatoru 4.8 na Makintoš OS9. Za upotrebu Jmol-a neophodana je Java instalacija, koja se može koristiti na mnoštvu različitih platformi. Na primer, Jmol je potpuno funkcionalan u Mozilinom fajerfoksu, Internet Eksploreru, Operi, Guglovom Hromu i Safariju.

## Snimci ekrana
- Kristalna struktura H/ACA kutije RNP iz Pyrococcus furiosus.
- Prikazana su dva sona mosta hemoglobinskog tetramera (hemo grupa je dole desno).
- Fragment transkripcionog faktora TFIIIA, koji formira tri konsekutivna motiva cinkanog prsta, vezan za DNK segment.
- Eubakterijski 70S ribozom iz Thermus thermophilus.

## Spoljašnje veze
- [https://web.archive.org/web/20101118033410/http://wiki.jmol.org/